# Mordellistena syntaenia
Mordellistena syntaenia är en skalbaggsart som beskrevs av Liljeblad 1921. Mordellistena syntaenia ingår i släktet Mordellistena och familjen tornbaggar. Inga underarter finns listade i Catalogue of Life.